# Dinamo Pančevo
FK Dinamo Pančevo (serb: ФК Динамо Панчево) – serbski klub piłkarski z miasta Pančevo, utworzony w roku 1945. Obecnie występuje w Srpska Liga Vojvodina.

## Znani piłkarze
- Stevan Bena
- Bobby Despotovski
- Petar Divić
- Besnik Hasi
- Aleksandar Pantić
- Zoran Ranković